# Hafen Lagos
Der Hafen von Lagos, Nigeria, besteht aus der Hafenanlage in Apapa und der Hafenanlage von Tin Can Island. Beide Anlagen werden gemeinsam verwaltet. (Es gibt darum, streng genommen, keinen „Hafen Apapa“ oder „Hafen Tin Can Island“.) Der nahegelegene Tiefseehafen Lekki ist organisatorisch vom Hafen von Lagos unabhängig.

## Klassifizierung
Lagos ist ein Großhafen und ist für die Logistik in West- und Zentralafrika von zentraler Bedeutung. Die folgenden Arten von Schiffen laufen den Hafen von Lagos regelmäßig an: Fischerei (17 %), Containerschiffe (16 %), Öl-/Chemikalientanker (11 %), Massengutfrachter (10 %), Stückgutfrachter (4 %). Die maximale Länge der Schiffe, die diesen Hafen angelaufen haben, beträgt 300 m. Der maximale Tiefgang beträgt 13,5 m. Die maximale Tragfähigkeit beträgt 113.222 t.

## Hafenanlage Apapa

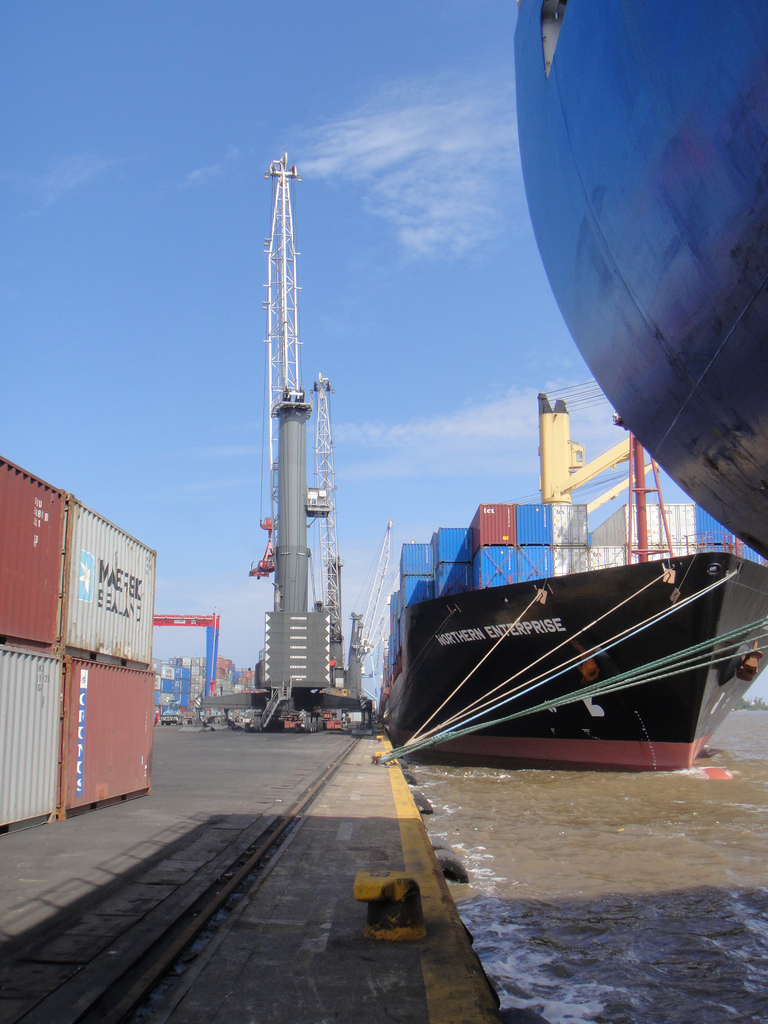
Hafenanlage in Apapa

Die Hafenanlage Apapa ist als ursprünglicher „Hafen von Lagos“ der älteste und größte Hafen des Landes, sowohl in Bezug auf die Landfläche als auch auf das umgeschlagene Frachtvolumen. Mehr als die Hälfte des nigerianischen Seehandels wird hier abgewickelt, und der Hafen fungiert auch als Umschlagplatz für Binnenländer wie Tschad und Niger. Jährlich laufen rund 1.000 Schiffe mit 5.700.000 Tonnen Fracht den Hafenkomplex von Lagos an.
Der Hafen wurde 1913 gegründet und nahm 1921 mit dem Bau der vier Tiefwasseranleger den Betrieb auf. Heute ist er einer der leistungsfähigsten Häfen Nigerias, der mit moderner Ausrüstung und den neuesten Betriebssystemen ausgestattet ist. Der Hafen ist über Eisenbahnen, Binnenwasserstraßen und Straßen mit anderen Teilen Nigerias und seinen unmittelbaren Nachbarn verbunden.
Der Hafen erstreckt sich über mehr als 80 Hektar und verfügt über ein vierrädriges „Gate“ mit einer Höhe von acht Metern für die Annahme übergroßer Ladungen. Er verfügt über zwei Logistikzentren, die Zolllager und Terminalgebäude umfassen. Im Lagos Port Complex befinden sich fünf private Terminals. Diese spezialisierten Anlagen verfügen über mehr als 10 Liegeplätze für den Umschlag von Getreide, Körnern, Maschinen, Baumaterial und verderblichen Gütern wie Lebensmittel, Mineralien, Düngemittel, Mehl, Salz, Zucker usw. Zwei Getreidemühlen und ein Verarbeitungsbetrieb befinden sich auf dem Hafengelände in der Nähe der Massengutterminals. Rohöl und Erdölprodukte werden an den acht Anlegestellen umgeschlagen. Der Hafen verfügt über vier Anlegestellen für den Umschlag von Fischerbooten. Kohle wird an der 150 m langen Ijora-Anlage umgeschlagen. Der Hafen von Lagos verfügt außerdem über vier Tanklager für die Lagerung von raffinierten Erdölprodukten.
Der Containerterminal des Hafens erstreckt sich über eine Fläche von 55 Hektar und hat eine Gesamtkailänge von 1.005 Metern. Er verfügt über eine jährliche Containerkapazität von über 1.000.000 TEU und 298 Kühlanschlüsse. Für das Be- und Entladen werden 13 mobile Hafenkräne und 14 gummibereifte Kräne eingesetzt. Die Lagerflächen umfassen 3 Lagerhäuser mit einer Fläche von 3.025 m² und einen unbefestigten offenen Hof für die Zwischenlagerung von Waren. Der von APM Terminals betriebene Hafen hat elektronische Verfahren wie feste Liegefenster, Echtzeittransparenz von Transaktionen, Leistungsüberprüfungen, technische Unterstützung, Echtzeitfakturierung und Containerverfolgung eingeführt.

## Hafenanlage von Tin Can Island
Der Hafen Tin Can Island liegt westlich von Apapa in der Nähe des Lagos Port Complex. Er wurde 1975 eingerichtet. Der Hafen umfasst auf der Insel Tin Can 79 Hektar Landfläche und bietet Bunker- und Schiffsreparaturdienste für Schiffe mit einem Höchstgewicht von 35.000 DWT an. An allen Liegeplätzen steht Süßwasser durch unterirdische Brunnen zur Verfügung, die bis zu einer Wassertiefe von 250 Metern gebohrt wurden. Im Jahr 2006 wurde der Tin Can Island Port Complex durch den Zusammenschluss des ehemaligen RORO-Hafens und des Tin Can Island-Hafens geschaffen. Seine Kapazität wurde mit der Eröffnung des neuen Containerterminals weiter erhöht.
Der Hafen Tin Can Island fertigt an seinen 12 Liegeplätzen mit einer Länge von 1.358 Metern und einer Längstiefe von 7 bis 11 Metern, die Schiffe mit einer maximalen Länge von 260 Metern aufnehmen können, verschiedene Arten von Gütern ab, darunter flüssiges Massengut, Trockenfracht, Containergüter, RORO und Breakbulk. Der Leichter-Terminal Kiri Kiri verfügt über 2 Liegeplätze mit einer Länge von 700 m und einer Wassertiefe von 4,5 m. Er bietet außerdem 24-Stunden-Lotsendienste und eine schnelle Abfertigungszeit für Schiffe. Die Sicherheit des Hafens wird durch regelmäßige Patrouillen der Marinepolizei und der nigerianischen Marine an den Ankerplätzen, Ölstegen und Bojen gewährleistet.
Das Hauptlagerterminal verfügt über einen der größten Getreidesilos mit einem Fassungsvermögen von 28.000 Tonnen. Im Getreideterminal werden Weizen, Mais, Malz und Gerste umgeschlagen und täglich 4.000 Tonnen Getreide transportiert. Er kann Schiffe mit einem Gewicht von rund 30.000 Tonnen aufnehmen und verfügt über eine Anlage zum Verpacken von Getreide. Der Terminal, in dem rund 700 Personen beschäftigt sind, wurde infrastrukturell erheblich ausgebaut. Er ist außerdem direkt an die wichtigsten Autobahnen und Industriezentren angeschlossen.
Der Terminal erstreckt sich über 60 Hektar, einschließlich eines 25 Hektar großen Containerhofs. Die Gesamtlänge der Liegeplätze beträgt 770 Meter mit einer Längstiefe von 13 Metern. Die jährliche Lagerkapazität beträgt rund 20.000 TEU, und der Terminal wurde für einen jährlichen Umschlag von 650.000 TEU ausgelegt. Eine voll funktionsfähige Hafenausrüstung erleichtert den Hafenbetrieb. Das Tin Can Containerterminal verfügt über 8 Mobilkräne, 15 gummibereifte Portalkräne, 14 Reach Stacker, 6 Leergutumschlaggeräte, 4 Gabelstapler und 45-Yard-Trailer. Das Terminal verfügt über 250 Kühlanschlüsse und bietet auch Dienstleistungen zum Stauen und Entstauen von Containern an.

## Tiefseehafen Lekki
Dieser 2023 eingeweihte Hafen ist vom Hafen von Lagos unabhängig, übernimmt jedoch Frachtschiffe von Lagos bei dort knapp werdenden Kapazitäten.